# Капане (Савона)
Капане је насеље у Италији у округу Савона, региону Лигурија.
Према процени из 2011. у насељу је живело 33 становника. Насеље се налази на надморској висини од 265 м.